# Andreu Terrades i Moragues
Andreu Terrades i Moragues (Palma, 1947) és un pintor i poeta visual mallorquí, la tasca artística i social del qual fou rellevant per la revolució plàstica mallorquina dels anys setanta, sorgint així la Nova Plàstica Mallorquina. Terrades, membre del Taller Llunàtic, també fou cofundador del col·lectiu Neon de Suro (1975-1982). Les seves obres, que es fonamenten en l'imaginari col·lectiu i les concepcions de la cultura popular mallorquina, gaudeixen d'una gran dimensió crítica.
L'any 1975 Andreu Terrades funda, junt amb Bartomeu Cabot, el seu germà bessó Steva Terrades i Sara Gibert, el col·lectiu Neon de Suro, artistes compromesos amb la renovació de l'art mallorquí. Aquest col·lectiu va publicar una revista crítica amb el mateix nom, distribuïda en un circuit de mail-art arreu del món. Andreu Terrades concretament realitzà el títol 3 (Floreixen carrers...) i el 6 (1936/1945), aquest junt amb Damià Ferrà-Ponç. Durant els anys 1977 i 1978 Terrades participa amb obra personal en les exposicions d'aquest col·lectiu, les quals tingueren lloc a galeries de Barcelona, Varsòvia, Lund, París o Nova York. Durant aquests mateixos anys també col·labora en la revista poètica Blanc d'Ou.
Els anys que segueixen, a partir de l'any 1979, exposà diverses obres a Palma i Barcelona, encara que l'any 1982 finalitzà la seva tasca en col·lectivitats. Individualment, segueix produint poesia visual i exposant pintura i objectes a galeries i locals de Barcelona, com és la sala Metrònom Barcelona o la Fundació Joan Miró, en la sala d'exposicions Espai 10. Aquesta institució exposà, dins de la sèrie El viatge, l'obra Un viatger furtiu l'any 1983, una sèrie de fascicles editats per El Corsari a l'illa dels bojos d'Andratx.

## Llibres visuals
- Cap d'ocell, exposada la galeria 4 Gats (1975).
- Alioma dibuixada, sobre un text de Josep Albertí (1975).
- 3 (1976)
- Palma 9 km (1976)
- Darrer mariner (1977)
- Breviari masoquista per a una castració col·lectiva a una illa capolada (1978)
- Diari Mortal (1980)
- Classmen (1981)
- NY-TP (1981)
- Unifruit bananas (1982)

Encara que el total de llibres d'Andreu Terrades és de 22, a partir dels anys vuitanta resten inèdits, a excepció de Silencis de migjorn (2002). Així i tot, a l'Espai Annex del Centre d'Art Santa Mònica els va exposar tots, amb l'exposició Bus Expo Terrades (del 3 d'abril al 18 de juny de 2000).